# Diplodus cervinus omanensis
Diplodus cervinus omanensis és un peix teleosti de la família dels espàrids i de l'ordre dels perciformes. Pot arribar als 30 cm de llargària total. Es troba a les costes occidentals de l'oceà Índic (sud d'Oman).